# کیک اپرا
کیک اپرا (به انگلیسی: Opera cake) یک نوع کیک فرانسوی است. این کیک دارای لایه‌های کیک اسفنجی با طعم بادام (شناخته شده به عنوان ژوکوند در فرانسه)، شربتِ قهوه، لایه‌ای از گاناش و کرم کره‌ای با طعم قهوه‌است. سطح بالای کیک با شکلات پوشانده می‌شود.